# 希农堡（城）
希农堡（城）（法語：Château-Chinon (Ville)，法語發音：[ʃato ʃinɔ̃ vil] ⓘ），法国中东部城市，勃艮第-弗朗什-孔泰大区涅夫勒省的一个市镇，同时也是该省的一个副省会，下辖希农堡（城）区，其市镇面积为4.28平方公里，2022年1月1日时人口数量为1,857人，在法国城市中排名第5,567位。
希农堡（城）位于涅夫勒省东部，莫尔旺山地区的一处山岭上，是一个区域性的中心城市，历史上曾长期为一处伯爵都城，法国前总统弗朗索瓦·密特朗曾于1959至1981年间担任该市市长职务。

## 地名来源
希农堡（城）通常简称作希农堡（Château-Chinon，法語發音：[ʃato ʃinɔ̃] ⓘ），该名称的来源尚存在争议。当地19世纪的史学家爱德蒙·博格罗认为“希农”一名来源于凯尔特语“can nein”，意为“白色山顶”，另一位史学家雅克-菲利克斯·博迪约则认为“希农”一名来源于古罗马的一位军事家。“堡”一名的来源尚无确切记载，法国史学家奥古斯特·隆尼翁认为该名称可能是拉丁语单词“canis”（意为“狗”）的变体。
尽管拼写相同，此处的“希农”与法国西部同名城市在语义上并无直接关联。
此外，因翻译标准不同，“Château-Chinon (Ville)”在一些汉语资料中又被译为希农堡市。

## 历史

希农堡（城）奥皮杜姆示意图

希农堡在新石器时期就已出现人类活动，当地的考古挖掘结果证明该区域曾建有石质城墙。高卢时期，希农堡为愛杜依人的活动范围。罗马人入侵后，希农堡被扩建成为了一个奥皮杜姆。中世纪中期，希农堡成为一处皇家直属领地，当地的封建领主获得了伯爵头衔，其伯国范围覆盖了莫尔旺山区西部的大部分区域。中世纪末期，勃艮第家族和奥地利家族曾先后获得希农堡伯爵爵位，1475年6月20日，路易十一在此和勃艮第军队发生交战，希农堡城堡被烧毁。1517年奥地利的玛格丽特宣布放弃对该区域的统治。1565年，奥尔良-隆格维尔的弗朗索瓦丝与路易一世·德·波旁联姻，希农堡成为孔代家族的领地。宗教战争期间，希农堡被天主教联盟占领，其城市在1591年4月的一场战争中被严重破坏，直至17世纪才逐渐恢复。法国大革命后，希农堡被一分为二，其中核心城市区域被划为“希农堡（城）”，并被设立为该省的一个地区行署，1800年起成为副省会。希农堡（城）附近区域则被划为“希农堡（乡）”。19世纪中期，希农堡遭遇霍乱疫情，造成当地37人遇难。工业革命期间，希农堡人口数量有所增加。1959-1981年间，弗朗索瓦·密特朗曾担任希农堡（城）的市长，他后来成为了法国第21任总统。

## 地理

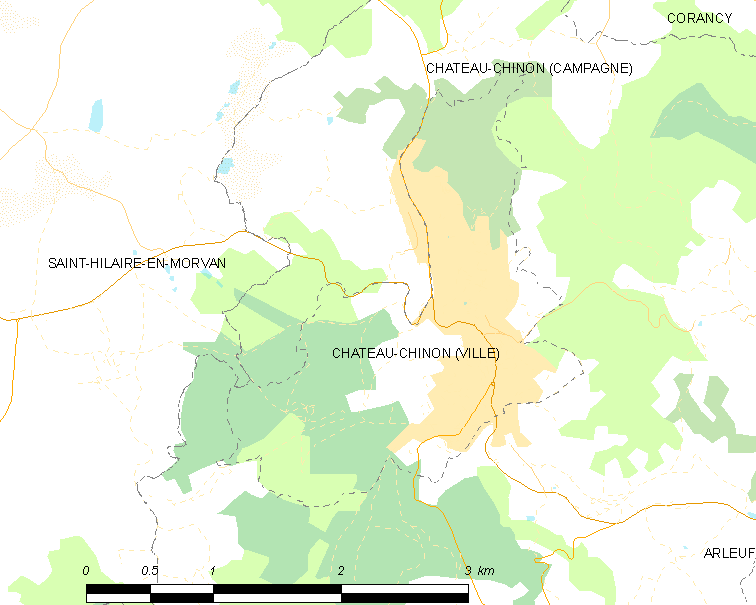
希农堡（城）市镇范围地图

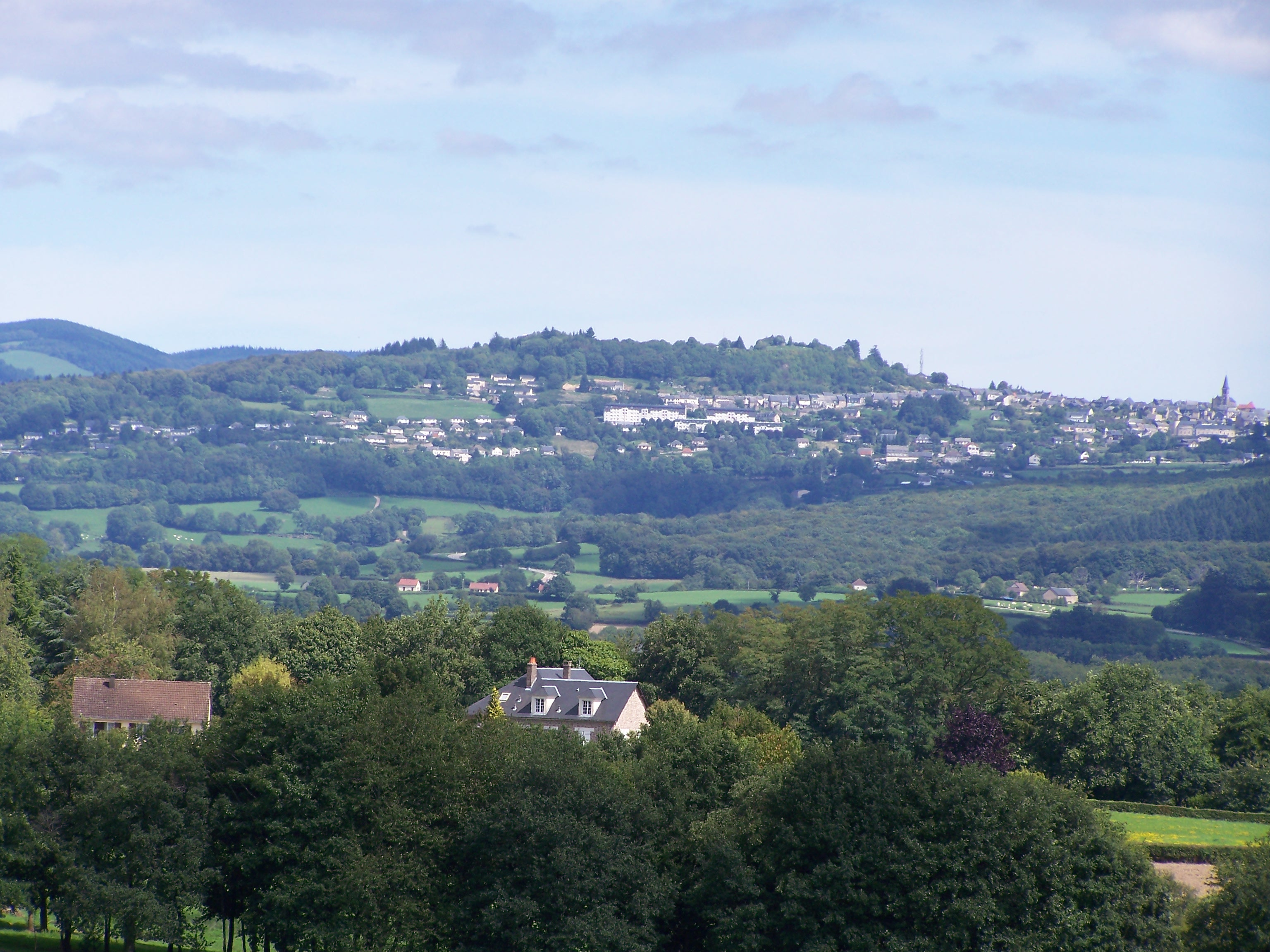
远眺希农堡（城）

希农堡（城）位于法国中东部，勃艮第-弗朗什-孔泰大区西部和涅夫勒省东部，距离省会讷韦尔大约65公里。与希农堡（城）接壤的市镇包括：希农堡（乡）、莫尔旺地区圣伊莱尔。

### 地形
希农堡（城）位于莫尔旺山地区的一处山岭上，境内以丘陵为主，市镇中心地势高于四周，西侧为巴祖瓦平原，全境海拔在360到605米之间。
在法国区域地理学上，莫尔旺山高原通常被认为是法国中央高原的延伸部分，因此一些适用于法国山地地区的法律法规及发展规划在希农堡（城）亦有应用。

### 水文
希农堡（城）位于塞纳河和卢瓦尔河两大流域的分水岭地带，东侧有一条小溪直通约讷河，西侧的溪流则通过阿龙河注入卢瓦尔河干流。

### 植被
希农堡（城）属于温带阔叶混交林区，其整体位于莫尔旺自然保护区范围内，市区四周被林地环绕。
在鲜花城市的评比中，希农堡（城）被评为2星级鲜花城市。

### 气候
希农堡（城）在柯本气候分类法中属于温带海洋性气候，因其海拔相对较高，故又有一定的山地气候特征。
希农堡（城）境内设有气象站，以下为该气象站的数据：
| 希农堡（城）1981年－2019年 | 希农堡（城）1981年－2019年 | 希农堡（城）1981年－2019年 | 希农堡（城）1981年－2019年 | 希农堡（城）1981年－2019年 | 希农堡（城）1981年－2019年 | 希农堡（城）1981年－2019年 | 希农堡（城）1981年－2019年 | 希农堡（城）1981年－2019年 | 希农堡（城）1981年－2019年 | 希农堡（城）1981年－2019年 | 希农堡（城）1981年－2019年 | 希农堡（城）1981年－2019年 | 希农堡（城）1981年－2019年 |
| 月份                       | 1月                        | 2月                        | 3月                        | 4月                        | 5月                        | 6月                        | 7月                        | 8月                        | 9月                        | 10月                       | 11月                       | 12月                       | 全年                       |
| -------------------------- | -------------------------- | -------------------------- | -------------------------- | -------------------------- | -------------------------- | -------------------------- | -------------------------- | -------------------------- | -------------------------- | -------------------------- | -------------------------- | -------------------------- | -------------------------- |
| 历史最高温 °C（°F）        | 17.7 (63.9)                | 20.8 (69.4)                | 24.4 (75.9)                | 27.3 (81.1)                | 30.2 (86.4)                | 35.8 (96.4)                | 35.9 (96.6)                | 38 (100)                   | 31.4 (88.5)                | 26.3 (79.3)                | 22.7 (72.9)                | 20.1 (68.2)                | 38 (100)                   |
| 平均高温 °C（°F）          | 4.8 (40.6)                 | 6 (43)                     | 9.5 (49.1)                 | 13 (55)                    | 17.1 (62.8)                | 20.5 (68.9)                | 23 (73)                    | 22.6 (72.7)                | 18.7 (65.7)                | 14.3 (57.7)                | 8.4 (47.1)                 | 5.4 (41.7)                 | 13.6 (56.5)                |
| 日均气温 °C（°F）          | 2.3 (36.1)                 | 3 (37)                     | 6 (43)                     | 8.8 (47.8)                 | 12.8 (55.0)                | 16 (61)                    | 18.3 (64.9)                | 18.2 (64.8)                | 14.7 (58.5)                | 11 (52)                    | 5.7 (42.3)                 | 3 (37)                     | 10 (50)                    |
| 平均低温 °C（°F）          | −0.3 (31.5)                | 0.1 (32.2)                 | 2.4 (36.3)                 | 4.6 (40.3)                 | 8.5 (47.3)                 | 11.5 (52.7)                | 13.6 (56.5)                | 13.7 (56.7)                | 10.7 (51.3)                | 7.8 (46.0)                 | 3 (37)                     | 0.6 (33.1)                 | 6.4 (43.5)                 |
| 历史最低温 °C（°F）        | −19.9 (−3.8)               | −21.3 (−6.3)               | −14 (7)                    | −7.9 (17.8)                | −3.5 (25.7)                | 1.2 (34.2)                 | 5 (41)                     | 4.8 (40.6)                 | 1.4 (34.5)                 | −4 (25)                    | −9.9 (14.2)                | −15.6 (3.9)                | −21.3 (−6.3)               |
| 平均降水量 mm（）          | 120.9 (4.76)               | 102.9 (4.05)               | 97.4 (3.83)                | 97.7 (3.85)                | 114.6 (4.51)               | 100.8 (3.97)               | 93.5 (3.68)                | 92.6 (3.65)                | 105 (4.1)                  | 124.1 (4.89)               | 126.1 (4.96)               | 127.5 (5.02)               | 1,303.1 (51.30)            |
| 月均日照時數               | 74.2                       | 84.2                       | 139                        | 151.7                      | 192.9                      | 220.9                      | 219.6                      | 200                        | 155.1                      | 112.3                      | 77.4                       | 62.4                       | 1,689.7                    |
| 来源：infoclimat.fr        |                            |                            |                            |                            |                            |                            |                            |                            |                            |                            |                            |                            |                            |

## 行政区划
希农堡（城）是法国勃艮第-弗朗什-孔泰大区涅夫勒省的一个市镇，编号为58062，它也是涅夫勒省的一个副省会。希农堡（城）下辖希农堡（城）区，隶属于涅夫勒省第二选区，管理希农堡县，同时也是莫尔旺山岭和大湖市镇公共社区的办公驻地。
法国国家统计与经济研究所（简称）在进行数据统计时，未将希农堡（城）划入任何城市核心区（Unité urbaine）、城市区（Aire urbaine）以及城市辐射区（Aire d'attraction）内。此外，还将希农堡（城）市镇整体看作一个“块区”（IRIS），以便于统计人口分布情况。

## 交通

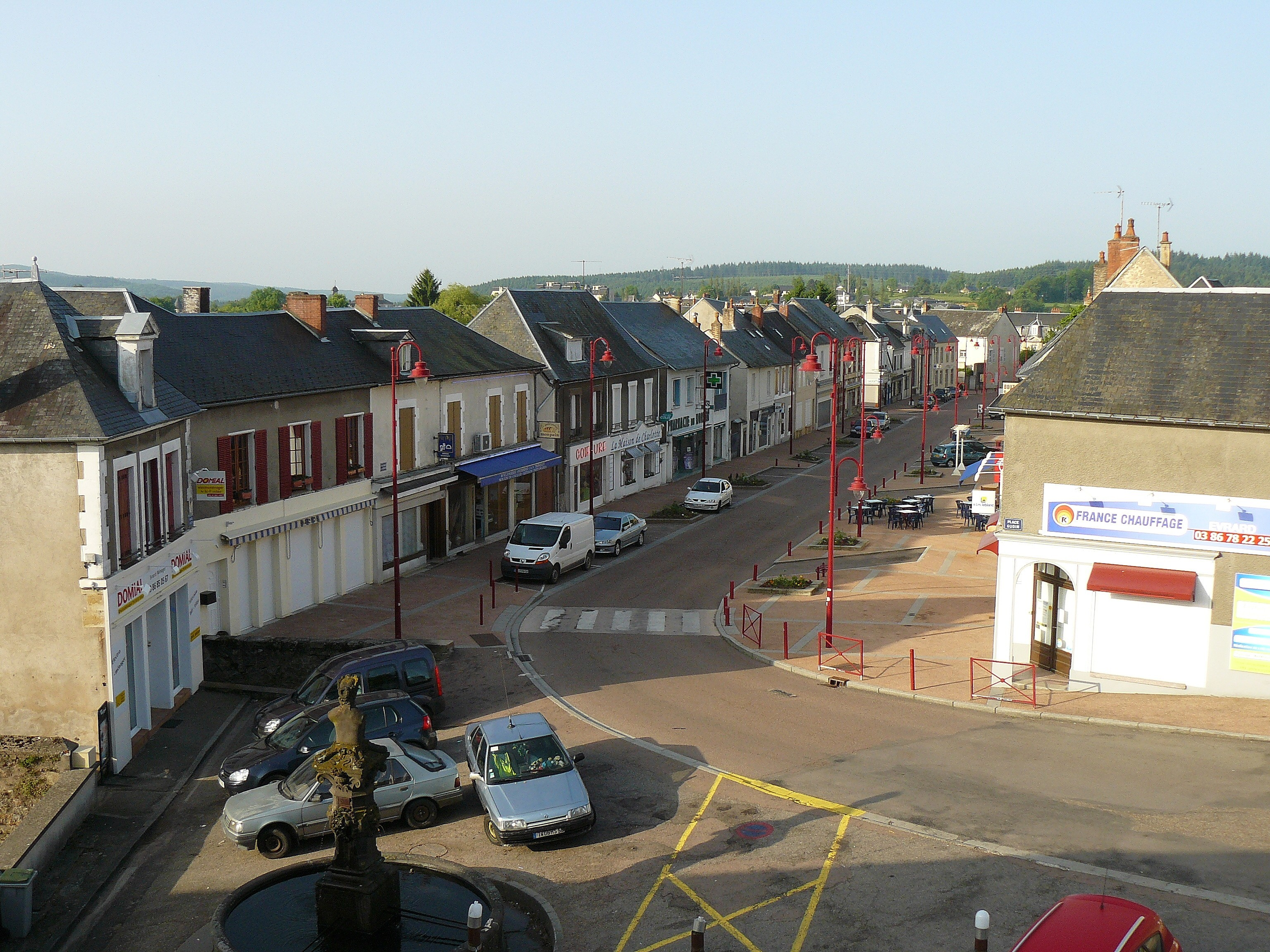
希农堡（城）的共和国大街

### 公路
连接讷韦尔和欧坦的干线公路经过希农堡（城）市区，此外多条涅夫勒省省道在希农堡（城）境内交汇，勃艮第-弗朗什-孔泰大区下属的城际客运提供巴士线路，可前往讷韦尔以及欧坦。
2018年，52.4%的希农堡（城）家庭拥有至少一辆私人汽车。2019年，希农堡（城）境内共发生各类交通事故2起，造成2人受伤。

### 铁路
希农堡（城）位于欧坦－希农堡铁路上，该铁路是一条地方性的米轨铁路，建成于1900年，于1936年关闭
距离希农堡（城）最近的运营中的客运铁路车站为科尔比尼站，该站每天开行数班直达巴黎的区域列车。

### 航空
距离希农堡（城）最近的民用航空站为多勒-塔沃机场，距离希农堡（城）市中心的公路里程约147公里。

### 城市公共交通
截至2021年11月，希农堡（城）暂无城市公共交通系统。

## 政治

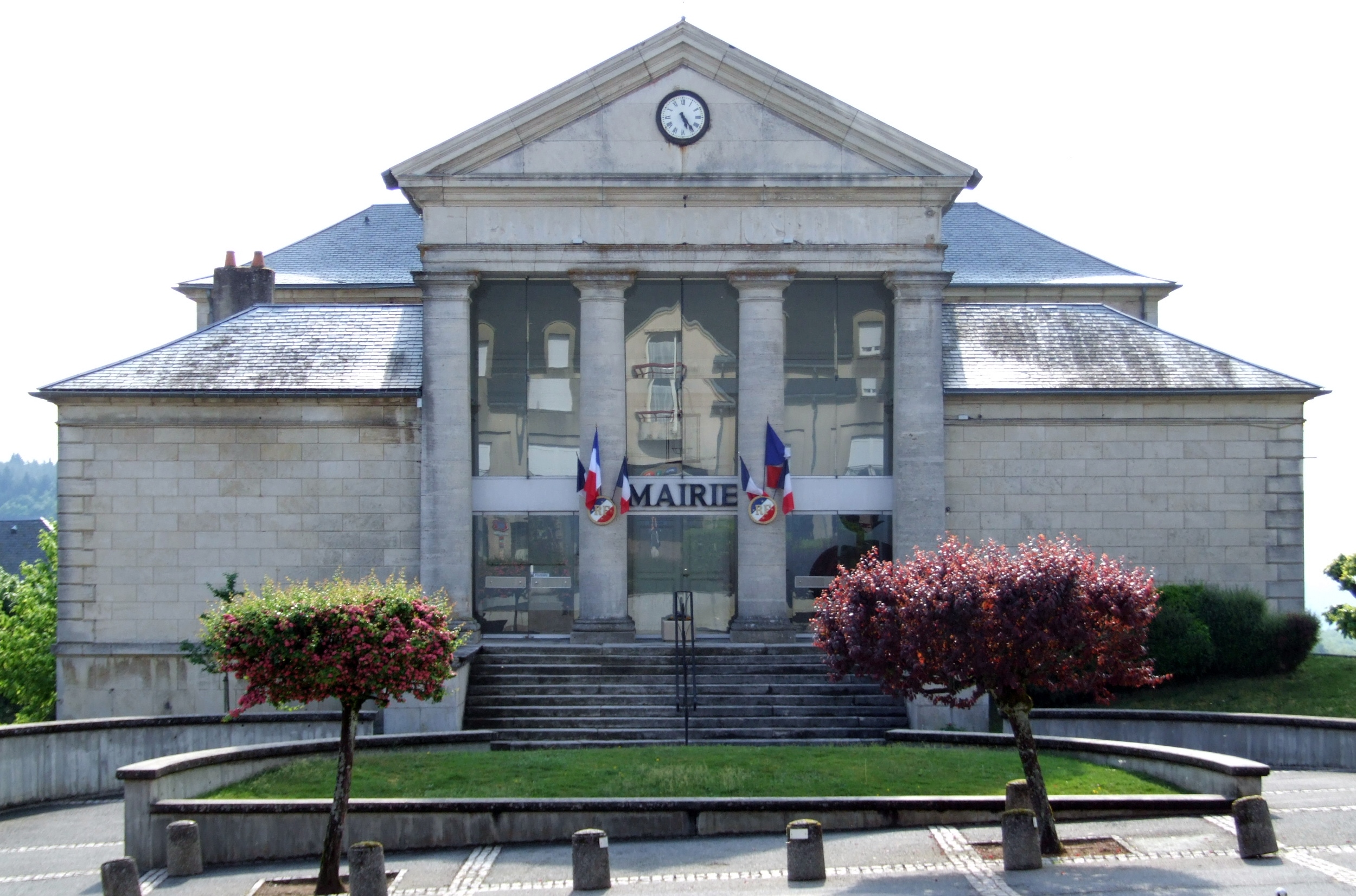
希农堡（城）市政厅

希农堡（城）的现任市长为尚塔尔-玛丽·马吕斯女士（Chantal-Marie Malus），她是一名中间派，在2020年的市政选举中获得了56.62%的支持率。
在2017年的法国总统大选中，法国第25任总统埃马纽埃尔·马克龙在希农堡（城）获得了65.14%的支持率。
| 希农堡（城）历届市长 |                                        |                      |
| 任期                 | 市长                                   | 党派                 |
| 1944年－1947年       | Léon Bondoux 莱昂·邦杜                 | SFIO工人国际法国支部 |
| 1947年－1951年       | Joseph Michot 约瑟夫·米绍              | 不详                 |
| 1951年－1959年       | Robert Mantin 罗贝尔·芒坦              | SFIO工人国际法国支部 |
| 1959年－1981年       | François Mitterrand 弗朗索瓦·密特朗    | PS社会党             |
| 1981年－2008年       | René-Pierre Signé 勒内-皮埃尔·锡涅     | PS社会党             |
| 2008年－2014年       | Henri Malcoiffe 亨利·马尔夸夫          | PS社会党             |
| 2014年－2017年       | Guy Doussot 居伊·杜索                  | PS社会党             |
| 2017年－2020年       | Jean-Jacques Pic 让-雅克·皮克          | PS社会党             |
| 2020年－             | Chantal-Marie Malus 尚塔尔-玛丽·马吕斯 | DVC混杂中间派        |

## 人口
2018年，希农堡（城）市镇人口数量为1,926，在法国排名第5,567位。其中男性850人，女性1,076人，75岁及以上人口占15.9%，外籍人口数量为523人，人口密度为450人/平方公里，当地居民被称为（男性）或（女性）。2019年，希农堡（城）境内出生16人，死亡人口22人。
| 年份   | 1936  | 1946  | 1954  | 1962  | 1968  | 1975  | 1982  | 1990  | 1999  | 2006  | 2007  | 2008  | 2013  | 2018  |
| ------ | ----- | ----- | ----- | ----- | ----- | ----- | ----- | ----- | ----- | ----- | ----- | ----- | ----- | ----- |
| 人口數 | 2,396 | 2,477 | 2,546 | 2,443 | 2,578 | 2,636 | 2,463 | 2,502 | 2,307 | 2,224 | 2,196 | 2,167 | 2,086 | 1,926 |

## 经济

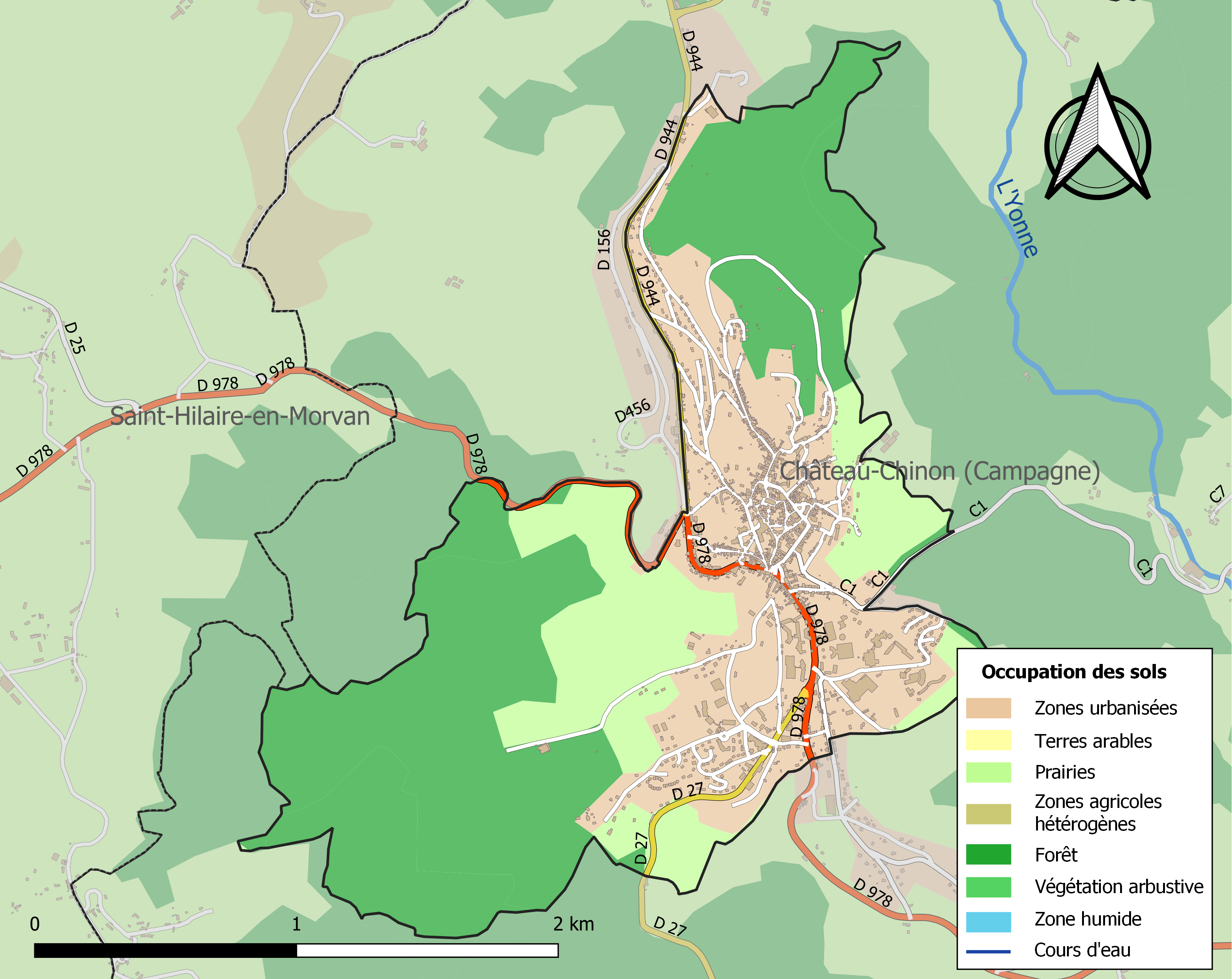
希农堡（城）土地利用情况地图

截止2021年11月，希农堡（城）共有各类用人单位（包含自雇）365家，平均历史为19年，其中99.46%为中小型企业（PME）。（暖通设备安装）、（汽车销售）及（汽修）是当地2020年营业额最高的三个企业，分别为1,919,464欧元、482,153欧元和196,018欧元。

## 财政收入
2019年，希农堡（城）的财政收入总额为4,055,210欧元，财政支出总额为3,836,380欧元，当年的债务总额为1,269,790欧元。2021年，希农堡（城）共获得706,307欧元的国家财政补助，比上一年增加了0.94%。
2016年，希农堡（城）的人均月收入总额为1,753欧元，其中高级职员为3,018欧元，低于法国平均水平（4,230欧元）；中级职员为1,942欧元，低于法国平均水平（2,411欧元）；普通职员为1,364欧元，亦低于法国平均水平（1,740欧元）。
2018年，希农堡（城）境内的青壮年（15至64岁）失业率为21.8%，当地42%的家庭拥有纳税资格，平均纳税1,755欧元，低于法国平均水平（3,888欧元）。

## 社会事务

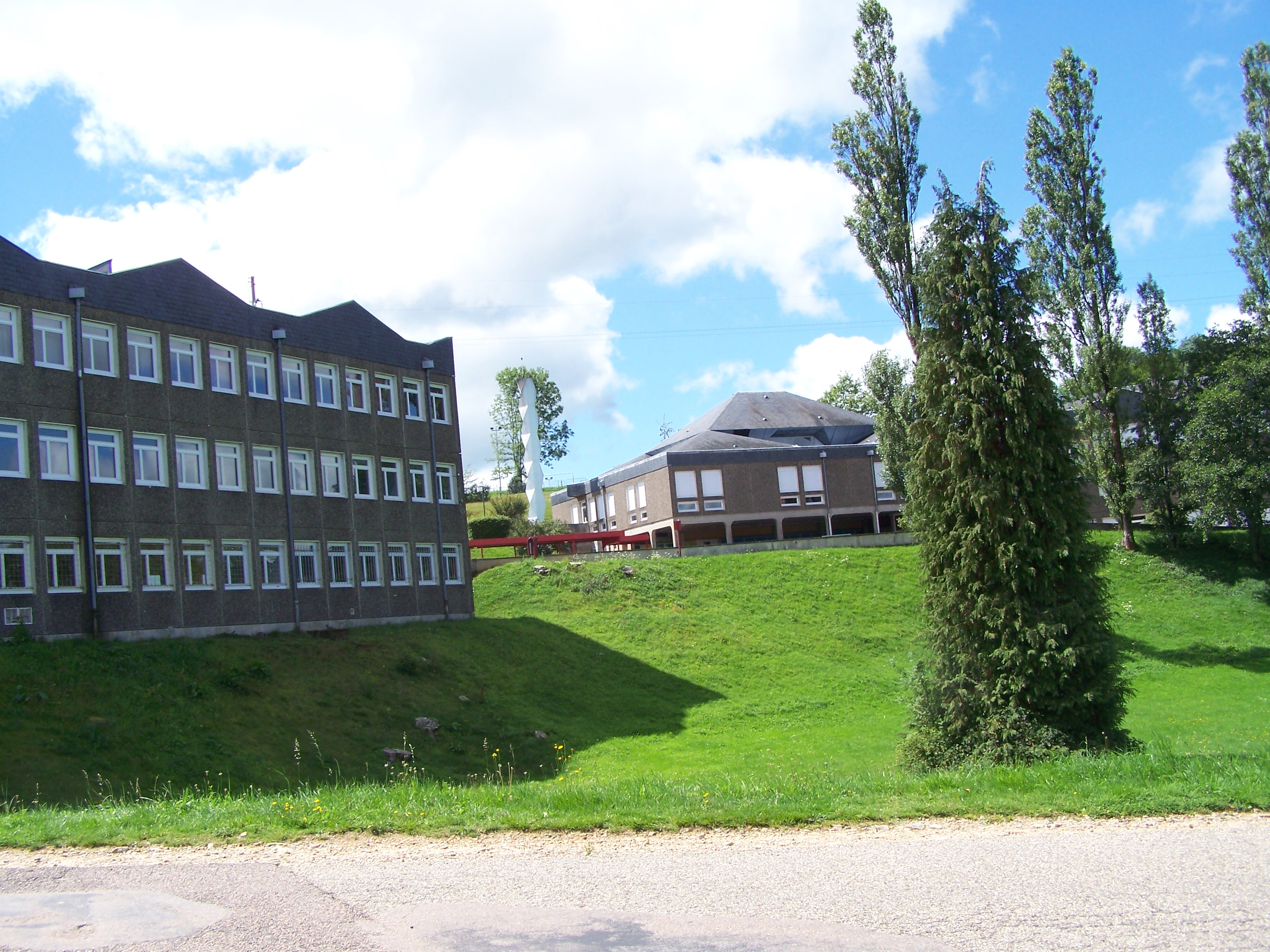
比布拉克特初级中学

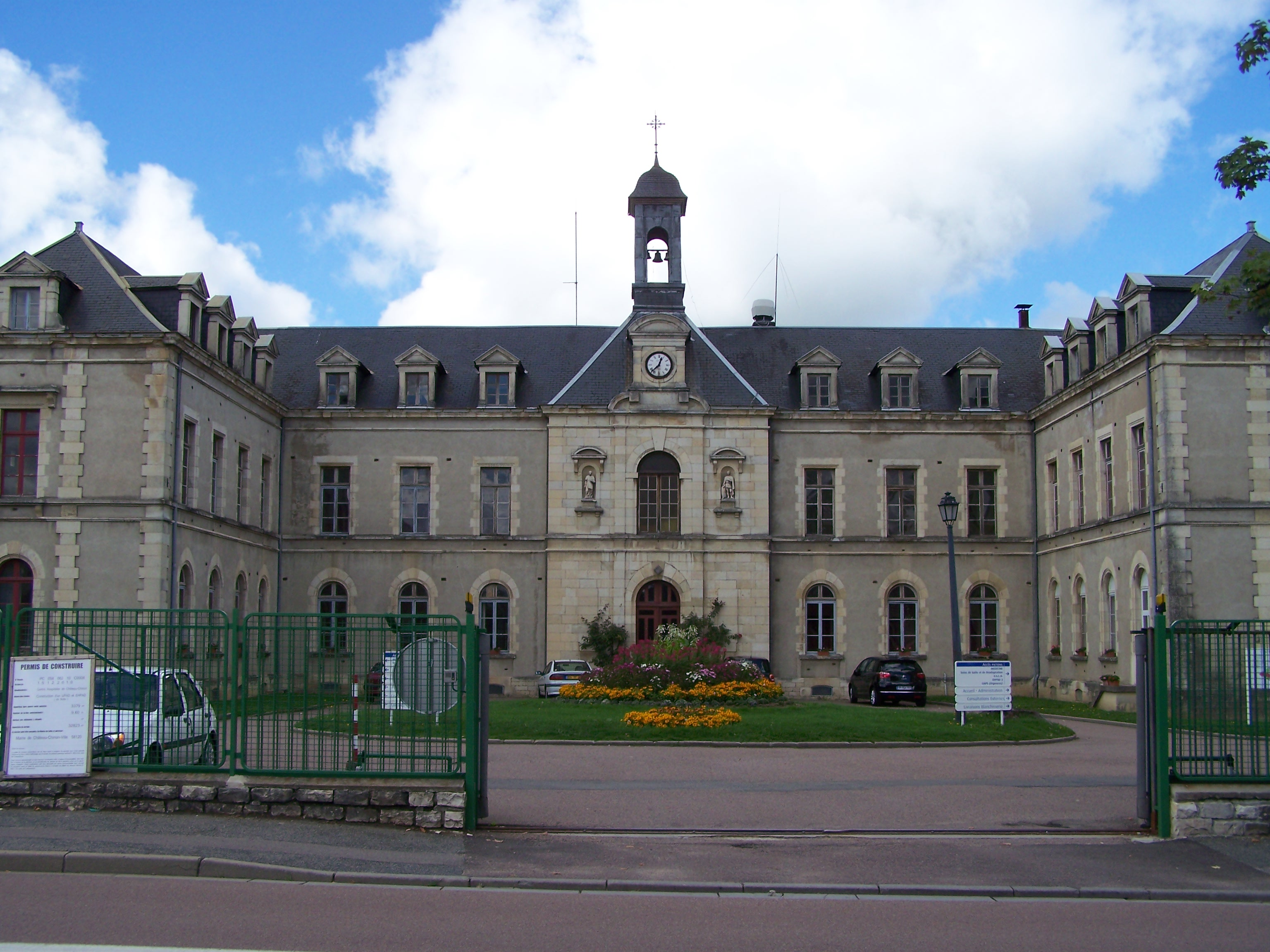
希农堡中心医院

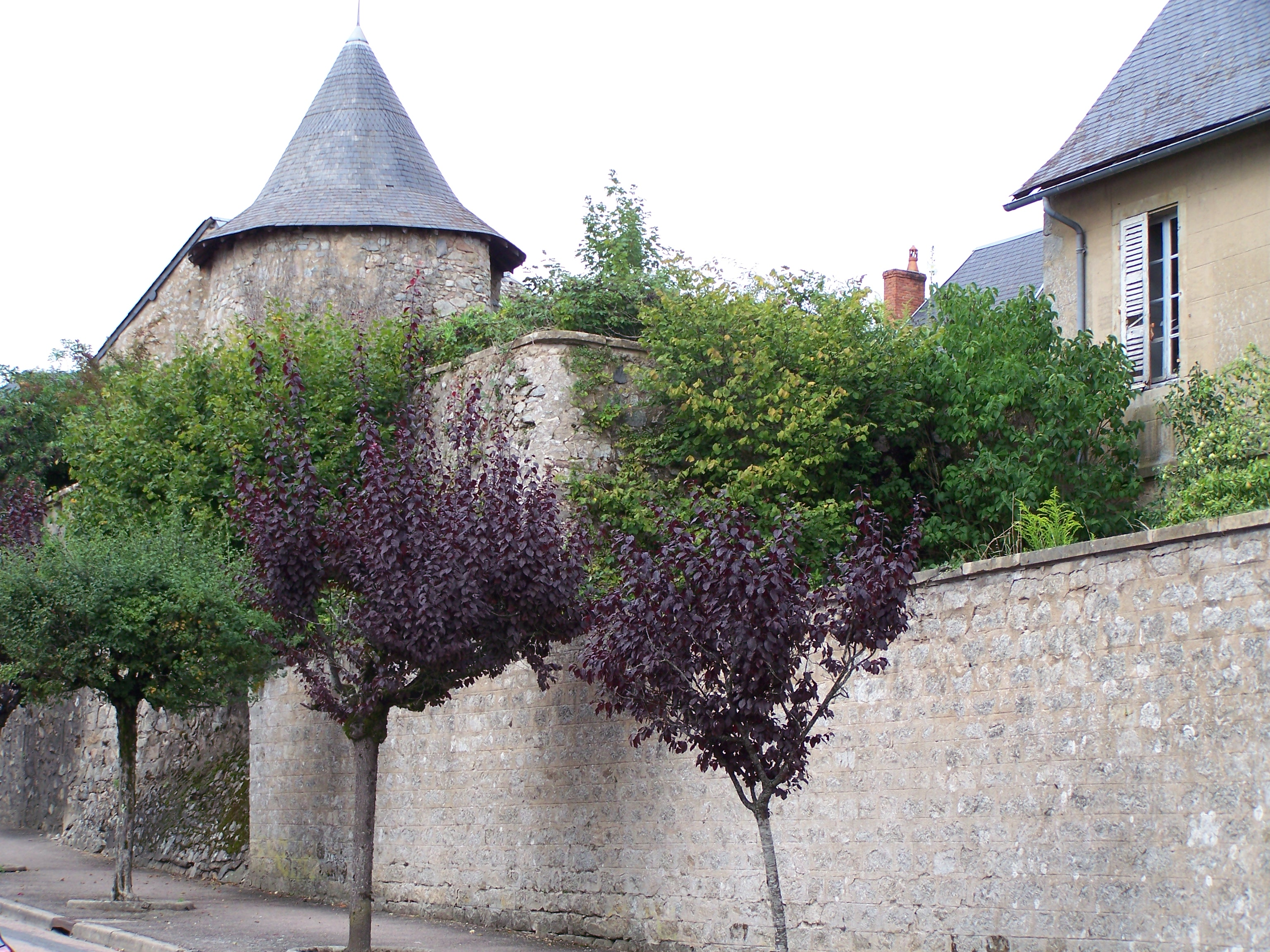
城壕街附近的城墙遗迹

### 教育
希农堡（城）属于第戎学区。截止2020年1月1日，希农堡（城）境内共有1所幼儿园、1所小学、1所初级中学、1所农业高中和1所职业高中。2018至2019学年度，希农堡（城）境内共有在校中等教育阶段学生254名。

### 医疗
截止2020年1月1日，希农堡（城）境内共有全科医生3名、保健师3名和护士7名。境内共有药房2家、养老院1家、残疾人帮扶中心1家。
希农堡中心医院（Centre Hospitalier de Château-Chinon）是法国的一个区域性医疗机构，其主病区位于希农堡（城）市区，设有床位240个，是当地规模最大的公立综合性医院。

### 住房
2018年，希农堡（城）境内共有各类住房1,230套，其中58.1%为独立式居民区，41.9%为集中式居民区。常住房屋占希农堡（城）市镇范围内居民建筑总量的69.4%。
在住房保障政策方面，2020年，希农堡（城）境内共有310户家庭获得了住房经济补助，受益人数占总人口数量的16.1%，其中295份为房租补助。

### 商业
2019年，希农堡（城）境内共有各类实体商铺69家，其中餐厅9家、大型超市3家、面包房3家、肉铺2家、书店1家、装饰品店2家、银行门店4家、美容美发店3家、汽车维修店5家。与希农堡（城）相邻的希农堡（乡）境内建有一家利多超市。

### 体育
2020年，希农堡（城）境内共有1家游泳池、1间体育馆、1座综合体育场、5处网球场、1处马术场以及1处足球或橄榄球场。
截至2021年11月，希农堡-阿尔勒夫足球俱乐部（F.C. Château-Chinon-Arleuf）是当地唯一的注册足球俱乐部，2021至2022赛季参加涅夫勒省足球联赛。

### 环境
希农堡（城）的环境事务由其所属的公共社区负责。2019年，希农堡（城）境内共有1家污染企业。

### 治安
2019年，希农堡（城）市镇范围内有1处宪兵队。
2020年，希农堡宪兵总队辖区内共121个市镇累计发生各类案件1,053起，其中盗窃类案件468起，经济类案件212起，毒品交易类案件102起。

## 文化
2020年，希农堡（城）境内共有1家电影院和2家博物馆。希农堡（城）市政府提供多媒体中心，向公众全年开放。

### 建筑
希农堡（城）境内有多处历史建筑，其中圣罗曼教堂和圣母城门是法国国家文物保护单位。

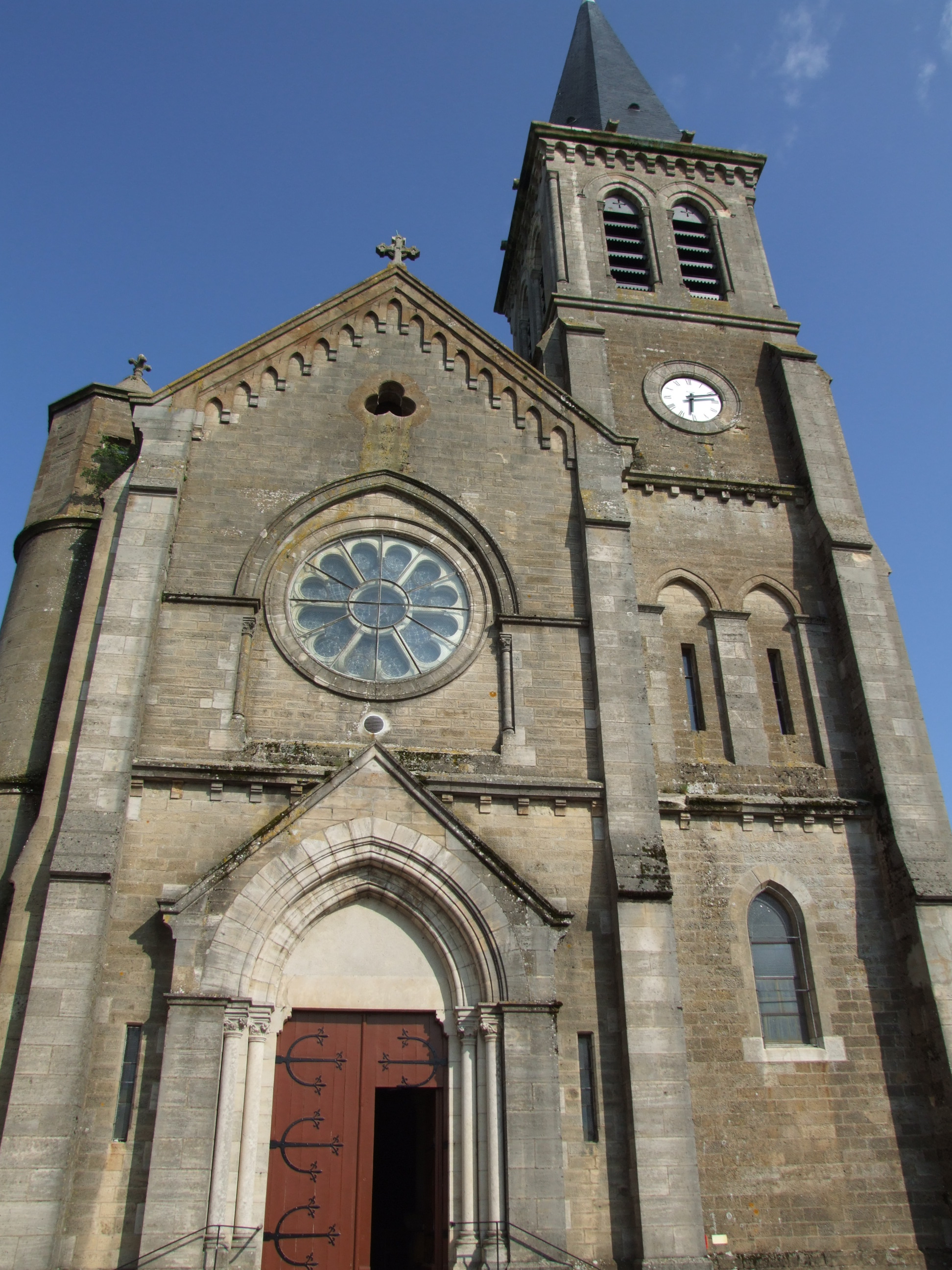
圣罗曼教堂（法语：Église Saint-Romain de Château-Chinon）
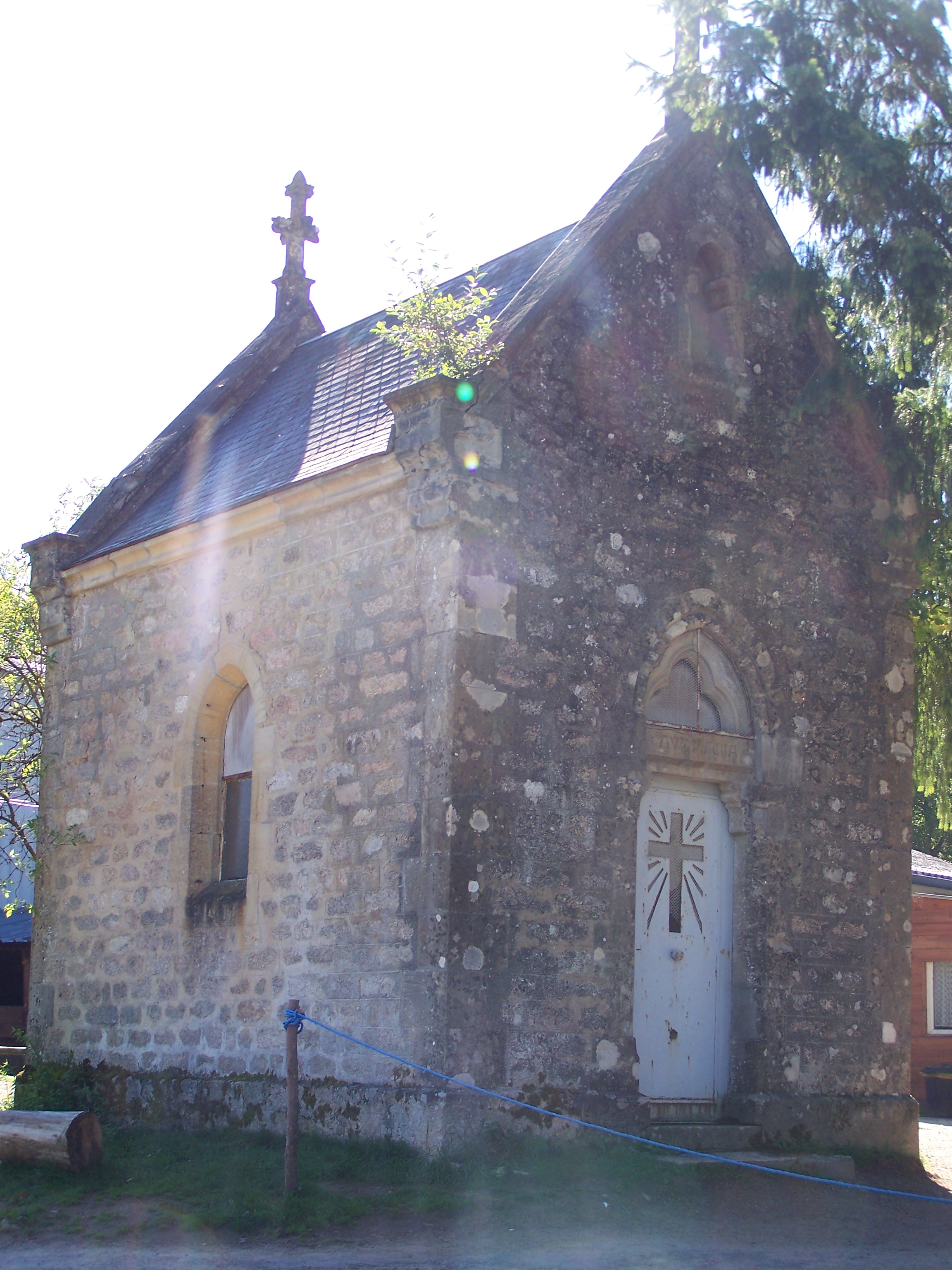
橡树小教堂
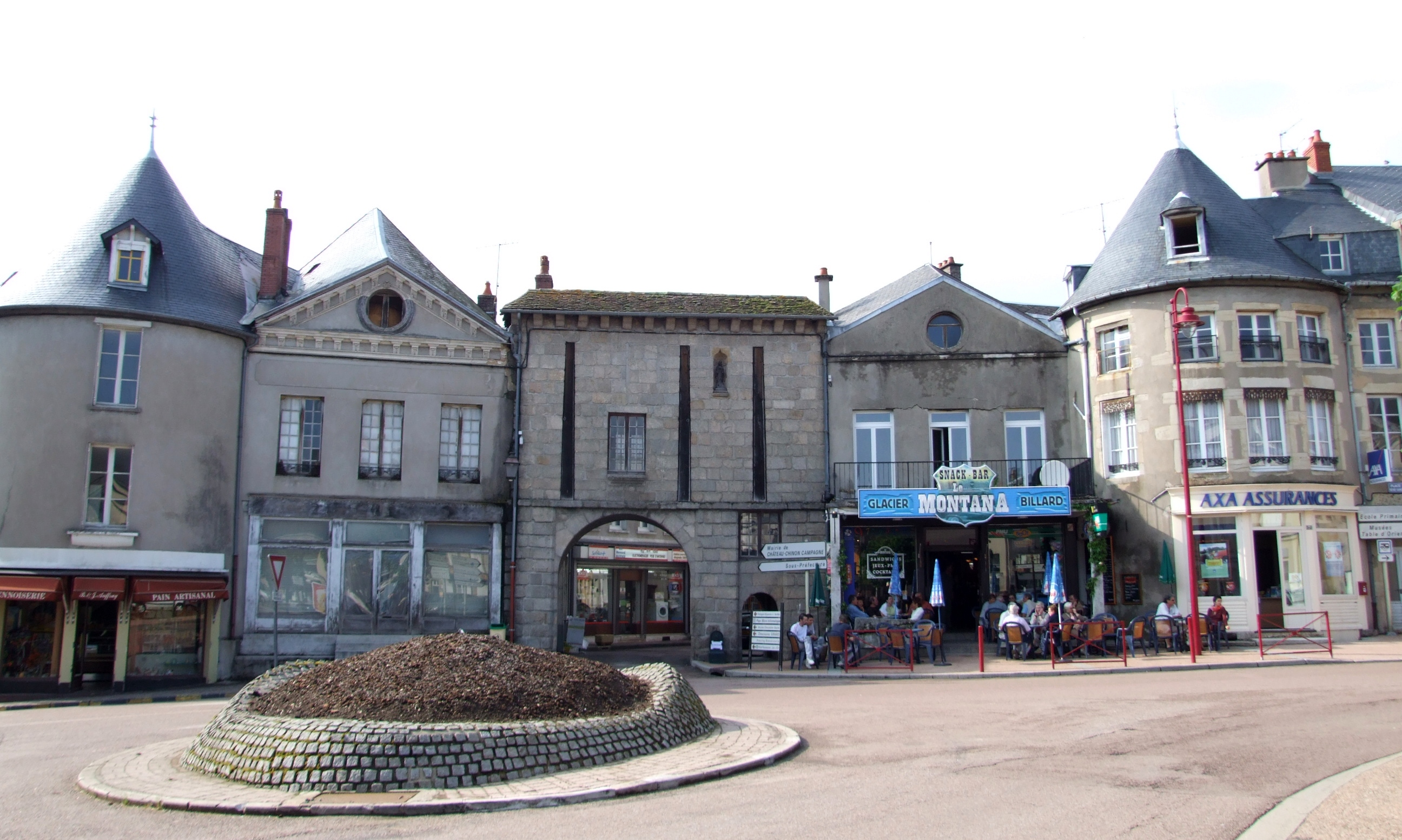
圣母城门
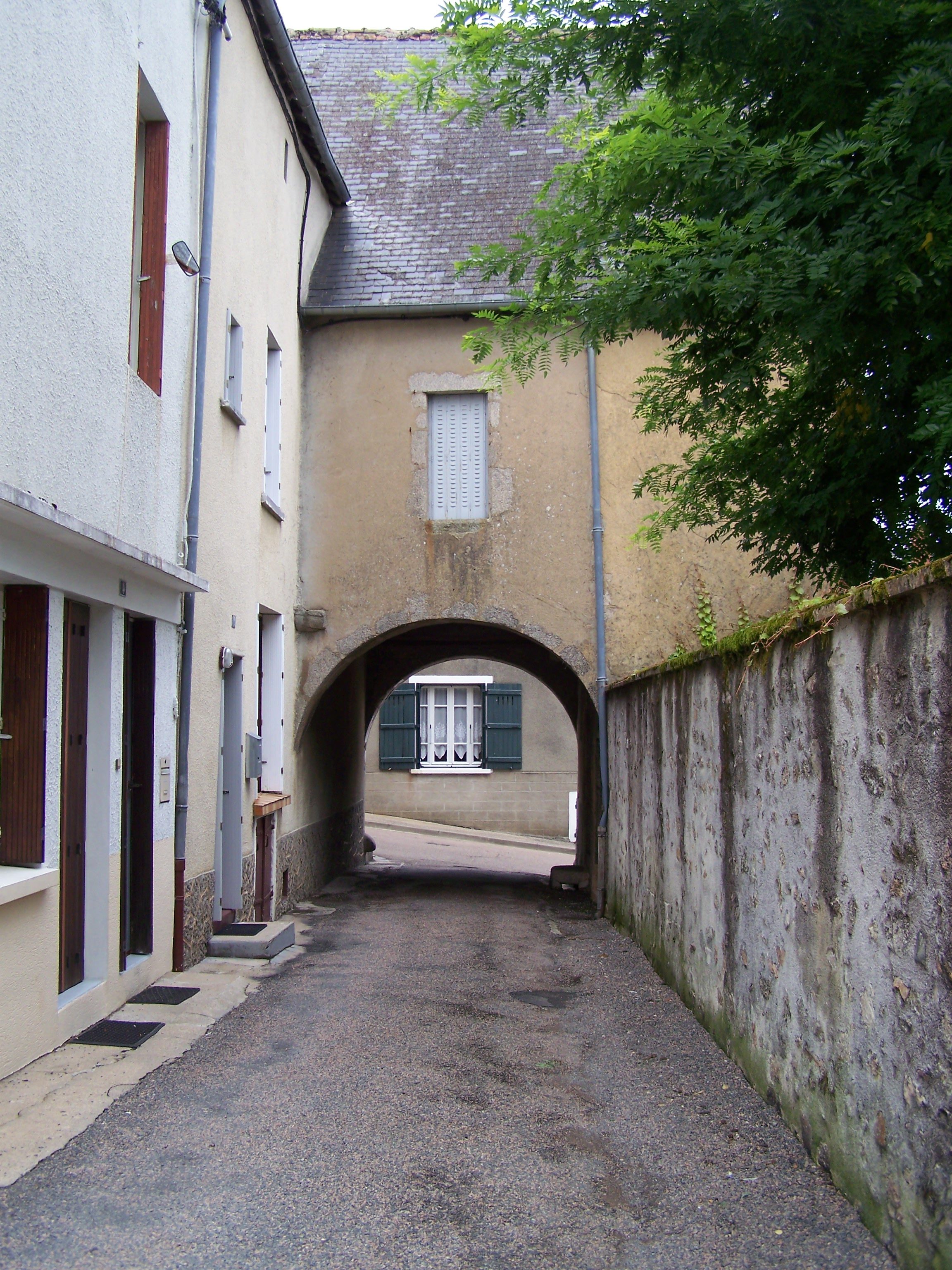
中央街城门
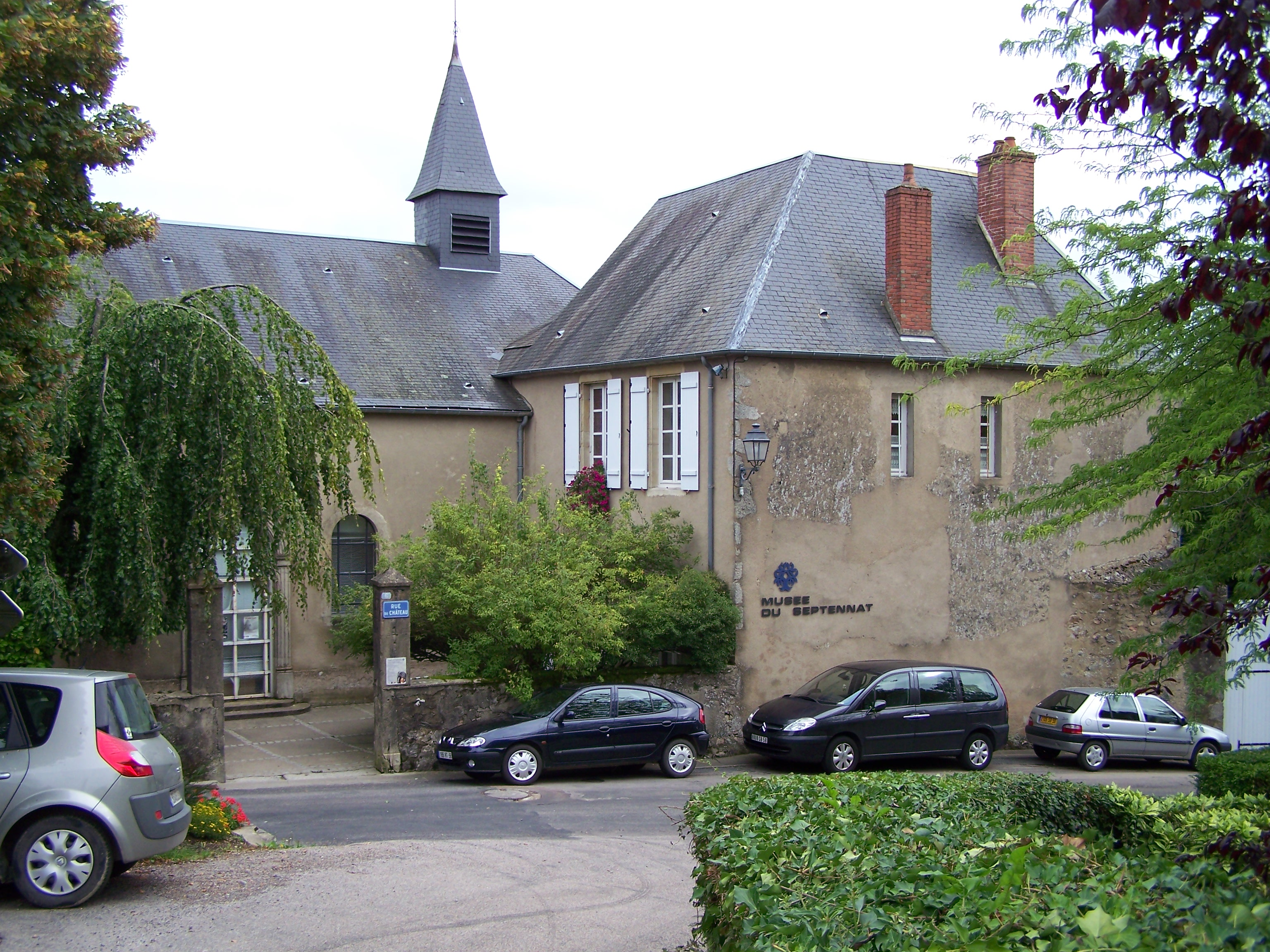
塞特纳博物馆
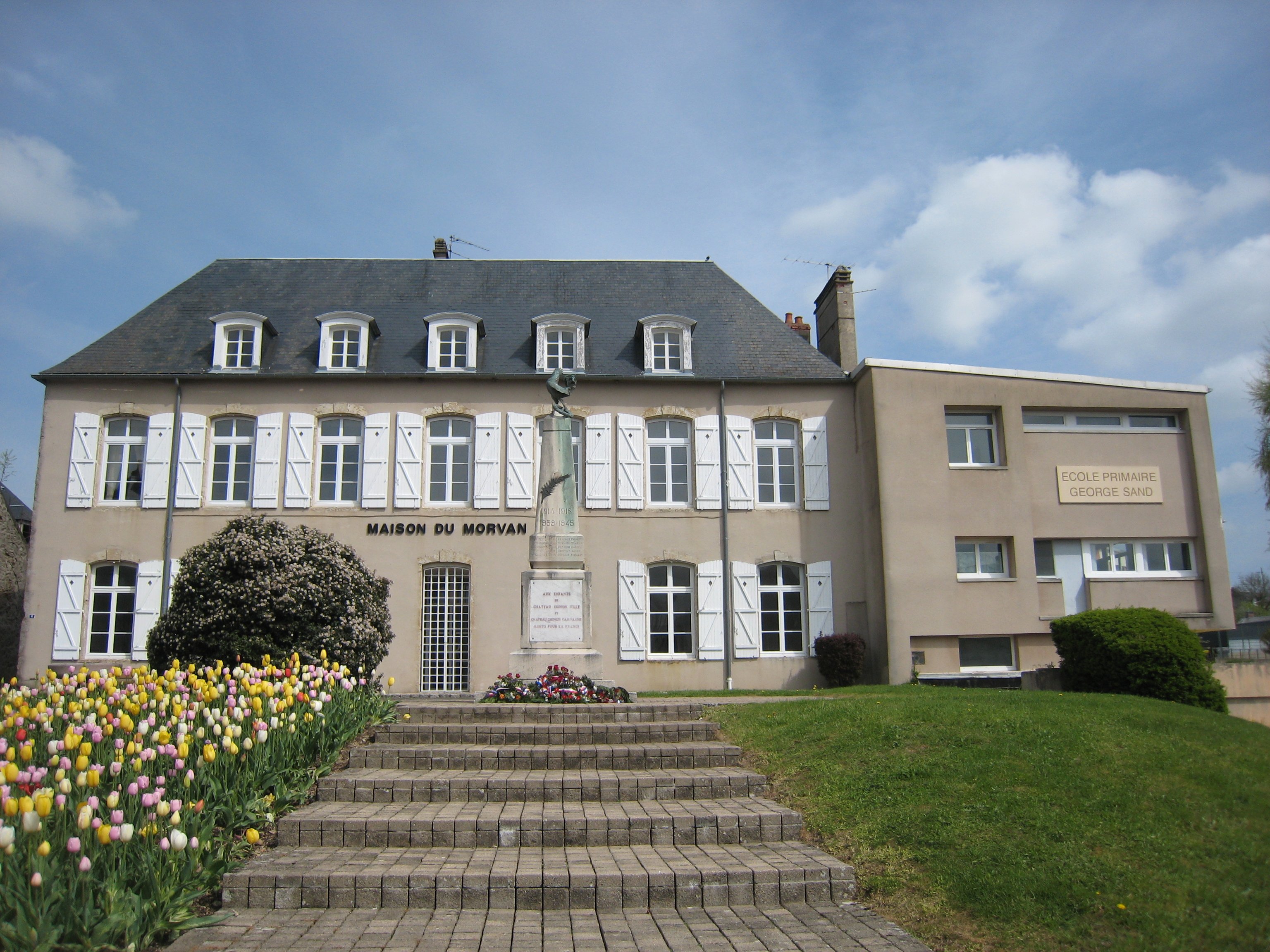
莫尔旺之家博物馆
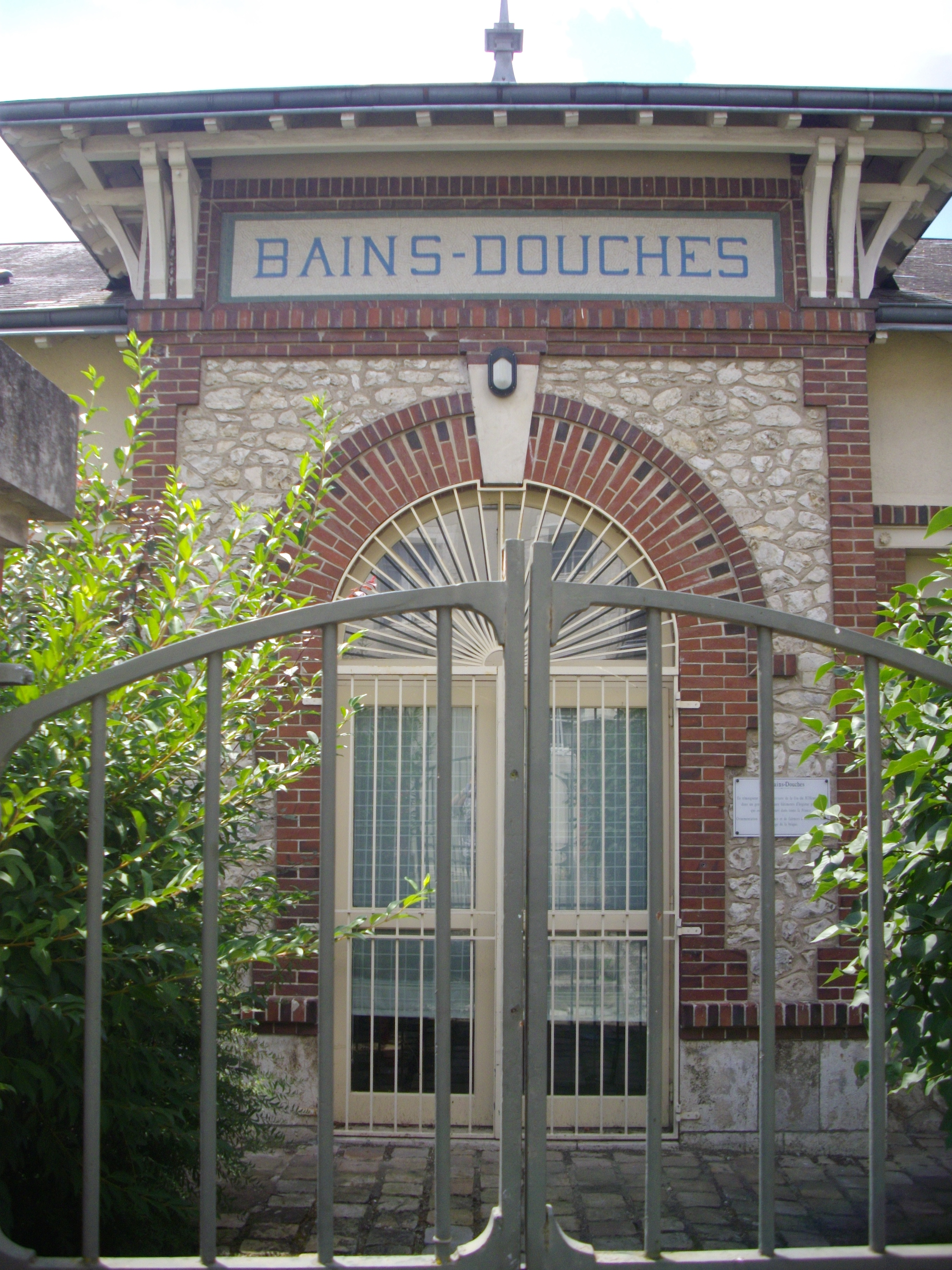
公共浴池

### 旅游
希农堡（城）的旅游事务由其所属的公共社区负责。2021年，希农堡（城）境内共有3家酒店共计50间房间。

### 媒体
法国主要的媒体均可在希农堡（城）接收，法国电视三台下属的勃艮第-弗朗什-孔泰大区频道在部分时段播出希农堡（城）所属区域的地方新闻。

## 相关人物
法国第21任总统弗朗索瓦·密特朗曾在1959至1981年间任希农堡（城）市长职务，当地建有与其相关的纪念碑及博物馆，多处公共设施亦以其命名。

## 友好城市
截至2021年11月，希农堡（城）共与四座城市互为友好城市关系：
- 義大利 科尔托纳[45]
- 通布图[46]
- 法國 维勒雷阿勒
- 比利时 松布雷夫